# 11 (szám)
A 11 (tizenegy) (római számmal: XI) a 10 és 12 között található természetes szám.

## A matematikában
A 11 páratlan szám, prímszám. Kanonikus alakban a 111 szorzattal, normálalakban az 1,1 · 101 szorzattal írható fel. Két osztója van a természetes számok halmazán, ezek növekvő sorrendben: 1 és 11.
Repunit. Sophie Germain-prím, biztonságos prím, Lucas-prím, jó prím, Eisenstein-prím (3k-1 alakú prímszám). 4k-1 alakú prímszám. Ikerprím, párja a 13. Unikális prím. Elsőfajú Szábit-prím.
Wagstaff-prím – (2ⁿ+1)/3 alakú prím, ahol n prímszám.
A legnagyobb ismert érték, amelyet felvesz egy természetes szám multiplikatív perzisztenciája (az a szám, mely megadja, hány lépés szükséges ahhoz, hogy egy természetes szám jegyeit egyenként összeszorozva, majd az így kapott szorzat jegyeivel az eljárást  ismételve a legvégül keletkezett szorzat stabilizálódjon, azaz a szorzatok sorozata egyetlen jegyű szám formájában állandóvá váljon). 10233-ig biztosan nincsen nagyobb multiplikatív perzisztenciájú szám.
A 11 Mills-prím, Störmer-szám, Heegner-szám.
Egyetlen szám, a 21 valódiosztó-összegeként áll elő.
Szigorúan nem palindrom szám.
Középpontos tízszögszám.

## A tudományban
- A periódusos rendszer 11. eleme a nátrium.
- Apollo–11 volt az első Hold program, aminek fedélzetén emberek is voltak.
- A Messier-katalógus 11. objektuma (M11) a Vadkacsa-halmaz.

## A számmisztikában
- A 11 az egyik mesterszám, jelentése: Kinyilatkoztatás.

## A sportban
- Az amerikaifutballban 11 játékos lép egyszerre a pályára.
- Általában a labdarúgásban ennyi játékos van egyszerre egy csapatból a pályán.
- Tizenegyesnek nevezik a labdarúgásban a büntetőrúgást. A labdát az alapvonaltól 12 yard távolságra kell elhelyezni. Mivel 12 yard kb. 11 méter (10,97 m), ezért lett a neve magyarul tizenegyes.

## Film
- Ocean's Eleven – amerikai film (Eleven=tizenegy)
- A dicső tizenegy - amerikai bűnügyi vígjáték
- Eleven - szereplő a Stranger Things (Különös dolgok) című sorozatban.

## Kapcsolódó szócikkek

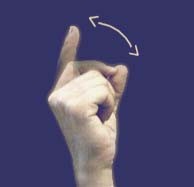
A tizenegyes szám a Kanadában használatos QSL (ISO 639) jelnyelven.